# Nagykanizsa Demons 2009
Questa voce raccoglie le informazioni riguardanti i Nagykanizsa Demons nelle competizioni ufficiali della stagione 2009.

## Divízió II 2009

### Stagione regolare
| 25 aprile 2009 4ª giornata | Nagykanizsa Demons | 36 – 28 (14-0 0-28 6-0 16-0) | Kaposvár Golden Fox |  |

| 9 maggio 2009 6ª giornata | Veszprém Wildfires | 11 – 13 | Nagykanizsa Demons |  |

| 17 maggio 2009 7ª giornata | Kaposvár Golden Fox | 24 – 14 | Nagykanizsa Demons |  |

| 6 giugno 2009 10ª giornata | Nagykanizsa Demons | 6 – 14 | Veszprém Wildfires |  |

## Statistiche di squadra
| Competizione      | %Vittorie | In casa | In casa | In casa | In casa | In casa | In casa | In trasferta | In trasferta | In trasferta | In trasferta | In trasferta | In trasferta | Totale | Totale | Totale | Totale | Totale | Totale |
| Competizione      | %Vittorie | G       | V       | N       | P       | Pf      | Ps      | G            | V            | N            | P            | Pf           | Ps           | G      | V      | N      | P      | Pf     | Ps     |
| ----------------- | --------- | ------- | ------- | ------- | ------- | ------- | ------- | ------------ | ------------ | ------------ | ------------ | ------------ | ------------ | ------ | ------ | ------ | ------ | ------ | ------ |
| Stagione regolare | .500      | 2       | 1       | 0       | 1       | 42      | 42      | 2            | 1            | 0            | 1            | 27           | 35           | 4      | 2      | 0      | 2      | 69     | 77     |
| Totale            | .500      | 2       | 1       | 0       | 1       | 42      | 42      | 2            | 1            | 0            | 1            | 27           | 35           | 4      | 2      | 0      | 2      | 69     | 77     |